# Општина Марка (Салаж)
Марка (рум. Marca) општина је у Румунији у округу Салаж.
Oпштина се налази на надморској висини од 160 m.